# 小笠原良忠
小笠原 良忠（おがさわら よしただ）は、日本の武将。通称は弥太郎（やたろう）、久兵衛（きゅうべえ）。法名は生蓮。

## 概要
清広流遠江小笠原氏の武将として徳川家康に仕えた。第一次高天神城の戦いの結果、高天神城を率いた小笠原氏助は武田勝頼に帰順することになるが、良忠は父である小笠原義時らとともに引き続き家康に付き従った。江戸時代に入ると家康の十男である長福丸に仕えた。

## 来歴

### 生い立ち
戦国武将である小笠原義時の長男として生まれた。義時は清和源氏義光流小笠原支流の流れを汲んでおり、義時の父である小笠原清広が遠江小笠原氏の当主家より分家して別家を興したものである。一方、良忠の母については詳細は伝わっておらず、『寬政重脩諸家譜』7輯には「母は某氏」とだけ記されている。

### 武将として

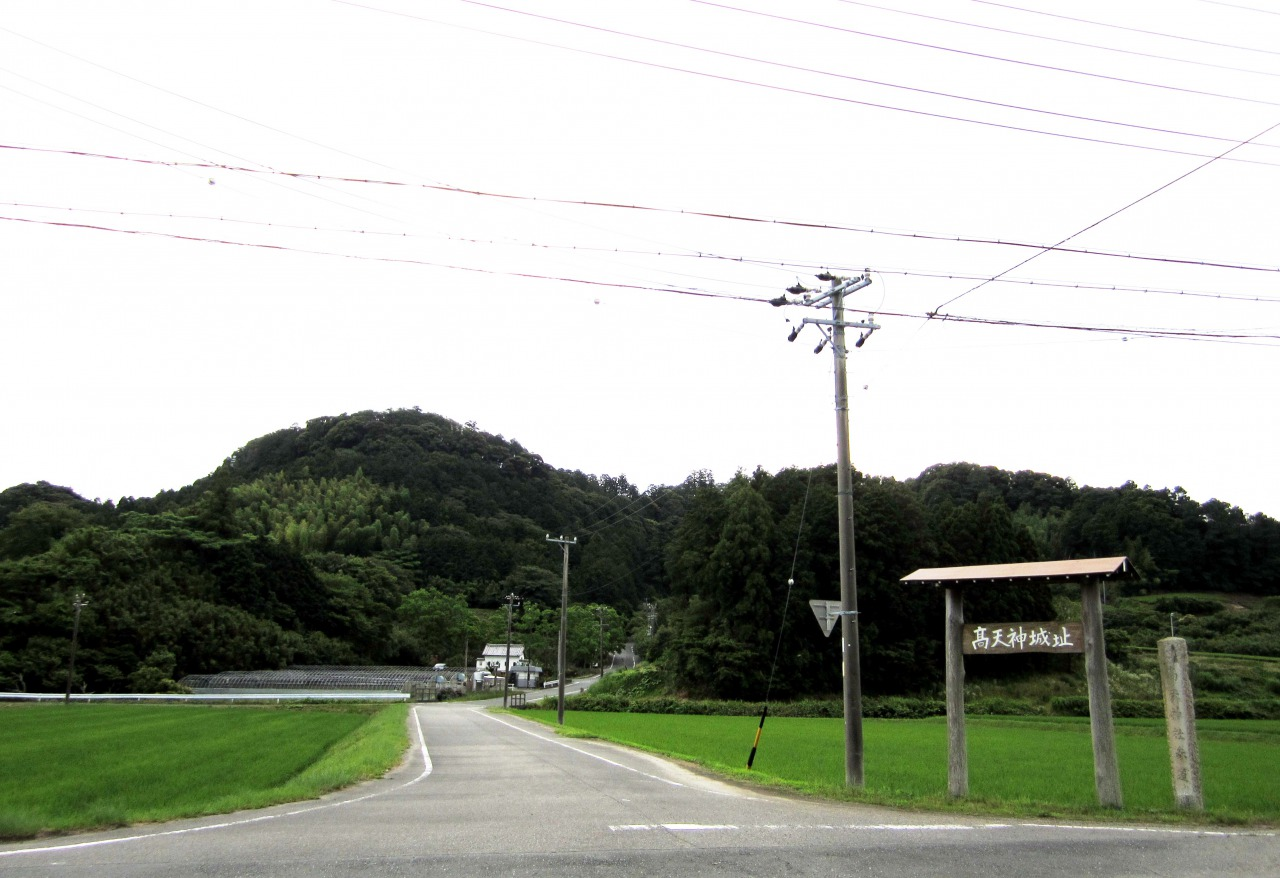
高天神城の遠景

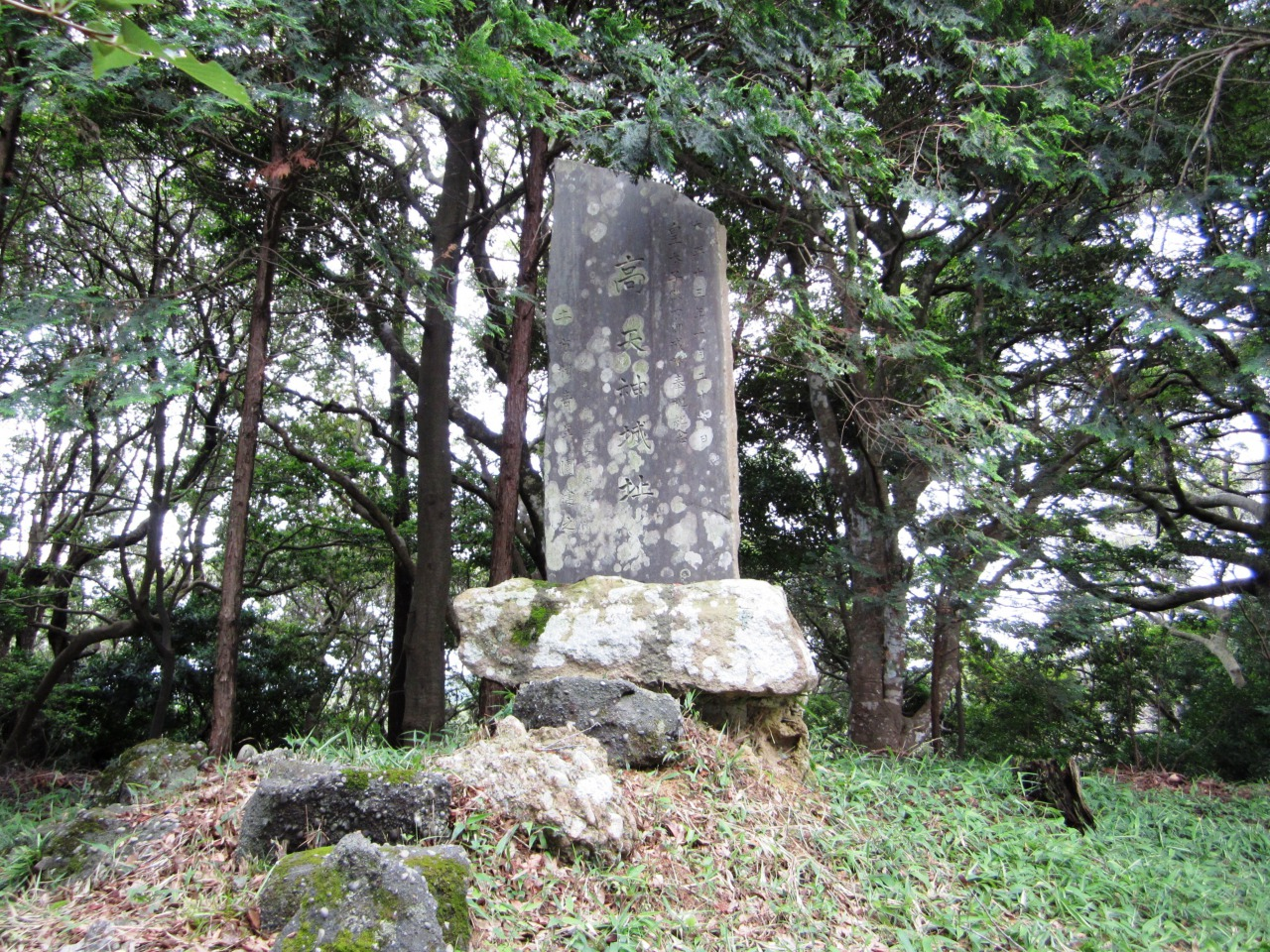
『高天神城址』の碑

1574年（天正2年）、武田勝頼の軍勢が徳川家康方の高天神城を攻撃し、第一次高天神城の戦いが勃発する。良忠の従伯父である小笠原氏助は高天神城の城主であり、浜松城の家康に援軍を要請した。さらには良忠の祖父である小笠原清広を浜松城に人質として差し出すまでに至った。ところが家康は援軍を送らず、その間に武田勢は廓を次々と陥落させていった。小笠原麾下の武将も次々と戦死するに至り、氏助は高天神城の将兵の命を救うため開城することを決意した。勝頼は高天神城の将兵を全て助命したうえで、武田方に降伏する者は召し抱え、徳川方への帰還を望む者には退去を許すという寛大な処置を講じた。氏助は武田方に帰順して信興と改名し、そのまま高天神城を任されることになった。一方、良忠は徳川方につくことにし、1574年（天正2年5月）に父である小笠原義時ら一族とともに浜松城に向かい、人質となっていた清広とともに家康に仕えることになった。
その後、大須賀康高が徳川家康により高天神城攻略の先手を命ぜられた。それに伴い、良忠ら一族に対して1576年1月20日（天正3年12月10日）に御書が与えられ、良忠の父である義時は康高を補佐し周辺地理を案内するよう命じられた。のちに良忠も義時とともに横須賀城に移った。1589年12月24日（天正17年11月17日）、内藤信成、長谷川七左衛門某、松下伊長が連署する証文を与えられ、遠江国の上中村、飯淵郷、浅羽庄、柴村などにて約640俵を所務することになった。1590年3月16日（天正18年2月11日）、上中村に対する検地を踏まえて伊奈忠次から証文を与えられ、遠江国にて約650俵を所務することとされた。
江戸時代に入ると幕臣となり、慶長8年11月（1603年12月または1604年1月）には1200石に加増された。のちに徳川家康の十男である長福丸の下に付けられることになった。長福丸は当時既に水戸藩の藩主であるが、まだ幼いため水戸藩には赴かず家康の下で育ったとされる。その後、父である小笠原義時に先立ち、1604年7月22日（慶長9年6月26日）に死去した。享年53。遺骸は意正院に葬られた。

## 人物
仏教に帰依しており、法名を「生蓮」といった。墓は遠江国城東郡佐束郷小貫村の意正院に建立されているが、この寺院は父である小笠原義時が開基となっており、義時の墓も建立されている。なお、後年になって小笠原家の供養塔なども整備された。
仮名としての通称は「弥太郎」、「久兵衛」であった。

## 家族・親族
良忠の祖父である小笠原清広は、遠江小笠原氏の当主である小笠原春義の三男として生まれ、のちに分家して別家を興した。良忠の父である小笠原義時はこの清広流遠江小笠原氏の2代目当主である。良忠は義時の長男であり、その家督を継いで3代目当主となった。のちに横須賀藩の藩主となる井上正就の姉を良忠の妻として迎えている。良忠の弟である小笠原清次は、義時の二男であるが、小笠原清有の養子となっている。良忠の妹のうち一人は紀州徳川家の家臣である大石家に嫁ぎ、もう一人は同じく紀州徳川家の家臣である久野家に嫁いでいる。
良忠の長子は、良忠よりも先に亡くなっており、清広流遠江小笠原氏の家督は継承しなかった。ただし諱は伝わっておらず『寬政重脩諸家譜』7輯には「某」と記されており、仮名としての通称である「弥太郎」のみが伝わっている。清広流遠江小笠原氏の家督は、良忠の別の息子である小笠原良政が継承しており、良忠の遺領のうち1000石を知行した。なお、良忠の遺領の残り200石は、良忠の別の息子である小笠原義寛に対して良政から与えられた。良忠の娘のうち一人は紀州徳川家の家臣である小笠原家に嫁ぎ、もう一人は同じく紀州徳川家の家臣である野間尚広に嫁いでいる。
良忠は水戸藩の藩主である徳川長福丸に仕えていたが、良忠の没後、長福丸は複数回の改名を経て徳川頼宣となり、紀州藩の藩主として紀州徳川家の祖となっている。そのため、小笠原良政をはじめとする清広流遠江小笠原氏の歴代当主は紀州徳川家の家臣を務めてきた。7代目当主である小笠原政登は、徳川吉宗の征夷大将軍就任に伴い幕臣となっている。
- 父：小笠原義時 - 戦国武将[1]
- 母：某氏[1]
- 妻：井上正就姉 - 戦国武将の妻[1]、紀州徳川家家臣の妻[1]
- 妹：大石新次郎某妻 - 紀州徳川家家臣の妻[1]
- 妹：久野源左衛門某妻 - 紀州徳川家家臣の妻[1]
- 弟：小笠原清次 - 戦国武将[7]、紀州徳川家家臣[7]
- 息子：小笠原弥太郎某[1]
- 娘：小笠原作右衛門某妻 - 紀州徳川家家臣の妻[1]
- 息子：小笠原良政 - 紀州徳川家家臣[1]
- 娘：野間尚広妻 - 紀州徳川家家臣の妻[1]
- 息子：小笠原義寛[1]

### 註釈
1. ↑  今日では新字体で「寛政重修諸家譜」と表記するのが一般的であるが、1923年に発行された國民圖書の『寬政重脩諸家譜』7輯では「寬政重脩諸家譜」[5]との表記を用いているため、同書に関する記述はそれに倣った。
2. ↑  徳川長福丸は、のちに徳川頼宣と名乗るようになり、紀州徳川家の家祖となったことで知られている。ただし、紀州藩の藩主に封じられるのは1619年であり、頼宣と名乗るようになったのは紀州藩入国後である。したがって、小笠原良忠は紀州藩に出仕したことは一度もない。

## 関連人物
- 伊奈忠次
- 井上正就
- 大須賀康高
- 徳川家康
- 徳川頼宣
- 内藤信成